# Предой
 Тази статия е за родопския празник.  За италианската община вижте Предой (Италия).  
Прѐдой (пря̀дой, прѐдуй, прѐдойка (Сърница), сдой (Червен, Хвойна, Добралък и др.), о̀тбив, ма̀ндра, замя̀рване (с. Долен, с. Пирин) е името на празник, характерен основно за Родопите и празнуван от овчарите.
Календарно се обвързва с деня на Св. св. Константин и Елена (21 май, 2 юни ст. ст.). Разпространен е в цялата Родопска област (празнуван е и в отделни селища от Пиринския край) и е почитан както от християните, така и от помаците (селата Жижево, Вълкосел, Црънча, Буйново и мн. др.), които (в чисто помашките села) го празнуват в края на май – началото на юни.

## Произход
Празникът по своето същество е езически, като все още няма нарочни изследвания за неговия произход. На базата на сходството на обредните практики, изпълнявани на Предой и Гергьовден, може да се предполага, че е с тракийски произход или е привнесен от славяните.

## Празникът
На този ден се извършва тържествено общо доене на овцете и отбелязване на количеството мляко, което всеки стопанин трябва да получи. Това се прави там, където стадата са сборни, т.е. животните в стадото принадлежат на повече от един стопанин, но се отглеждат на общоселски начала. Обикновено всеки собственик сам издоява овцете си в присъствието на другите, като количеството издоено мляко се записва на т. нар. рабош (или четал). Според това количество се определя и количеството мляко, което стопанинът ще получава от стадото през сезона. Мерната единица за количество обикновено е ведро.

### Задояване
Обредите, изпълнявани на празника, са аналогични с обредите, свързани с първото ритуално издояване на овцете на Гергьовден. Прави се при тържествена обстановка; съдовете, в които се дои млякото са украсени със здравец, млечка, коприва, клончета от плодни дървета, като задължителните елементи в ритуалната украса са червеният конец и чесновият лук. Някъде (Лясково, Широка лъка и др.) първо се задоява бяла (белѝчиста) овца, другаде вакла или първата изскочила от кошарата овца. При самото задояване се подлага обикновено сребърен пръстен, като целта е млякото да тече през пръстена. В някои селища (Беден), където култът към змията е запазен до по-късни времена, първата струйка мляко се процежда през изсушена змийска глава, като стадото преди това е преминало под жива змия. В някои райони на Кърджалийско (Пчеларово), първата овца е задоявана през зурлата, запазена от коледното прасе.
Част от първото задоено мляко обикновено се излива на земята, пръв от него вкусва най-възрастният стопанин, а ако има млечни продукти (сирене и пр.), те се разрязват с дървен нож, направен от плодно дърво. Докато трае процесът на задояването се изричат благословии и се извършват различни обредни практики, целящи да предпазят стадото от болести и хищници.

### Мерене на млякото
Това, което основно отличава обредите извършвани на Предой, от тези, извършвани на Гергьовден, е ритуалното измерване на количеството издоено мляко, което е и главната същност на празника. Както вече се каза, всеки стопанин сам дои овцете си и количеството мляко се отбелязва на дървена пръчка, наричана ра̀бош (ра̀буш, още чета̀л – Рибново и др.). Всеки стопанин се стреми да издои максимално количество мляко от стоката си, защото това ще му позволи да получава повече мляко и млечни продукти през сезона. Знаците, използвани за отбелязване върху работите, са различни, като в северните части на Родопите са от типа на Х = 10 ведра, I = 5 ведра, дупчица – половин ведро и т.н. След отбелязването на количеството мляко върху рабоша, той се опушва на огън, за да не могат да бъдат променяни знаците. Често първото мляко се заделя за сираците и вдовиците..

### Трапеза
Както на Гергьовден, така и на Предой, празникът завършва с обща трапеза и увеселение. За разлика от Гергьовден обаче тя се устройва до мандрата или кошарите. Участват основно овчарите със семействата си. Ястията са баници (клѝнове), кола̀ци, мляко и млечни продукти, както и задължителният курбан. Пак за разлика от Гергьовден, където се коли агне, за курбан на Предой се избира по-охранено животно - шиле или овен, което по традиция е дарено от някой стопанин. Честа практика са и чеверметата. На трапезата отново се изричат благословии (обикновено при разчупването на хляба (колаците), извършвано обикновено от най-старата жена или съпругата на кехаята (притежателят на най-много овце)). Наред с Гергьовден, на този празник се извършва т. нар. гадаене по плешка, като се използва плешката на жертвеното животно за курбана. Пеят се песни, играят се хора, устройват се състезания.